# Mike Parson

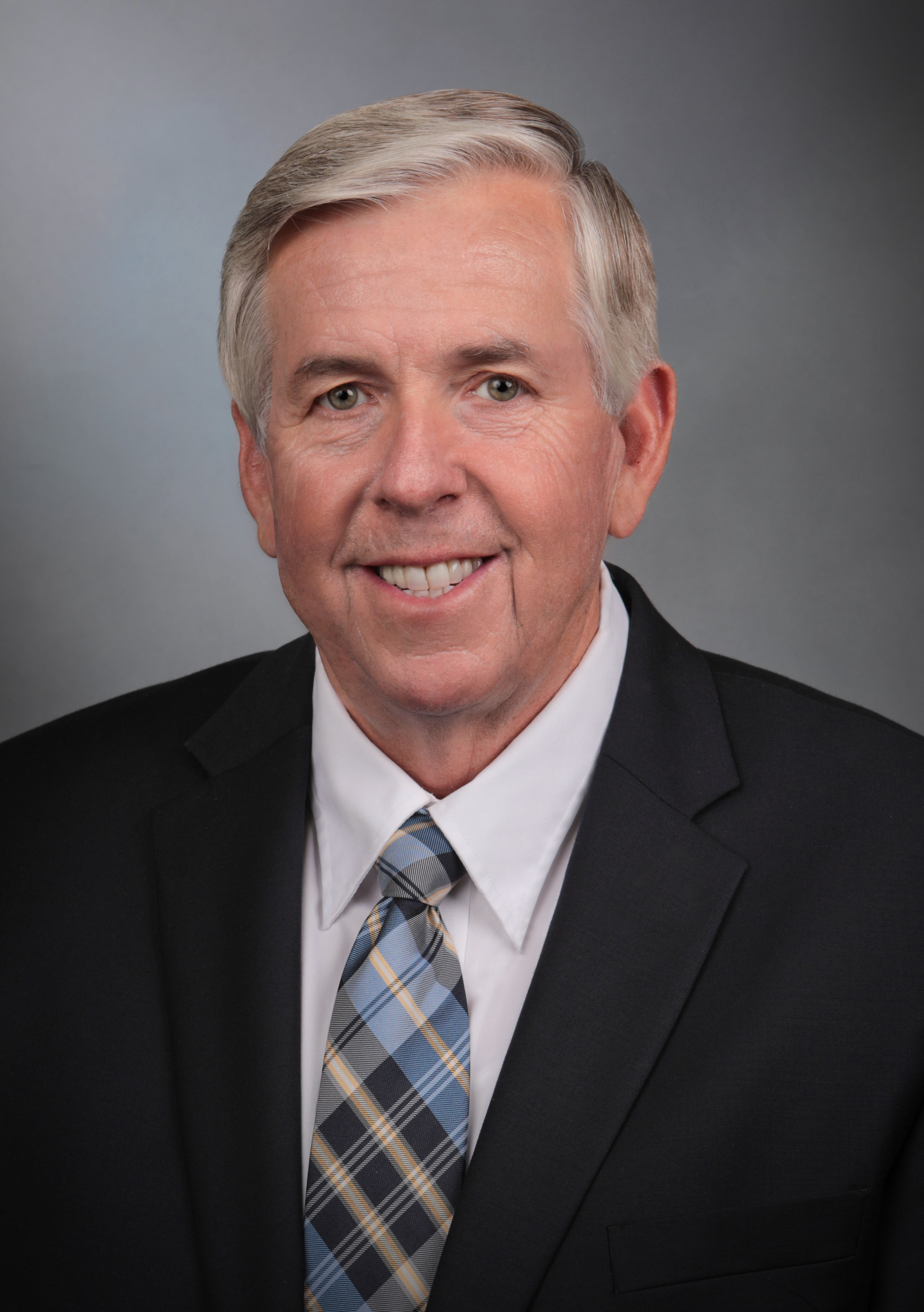
Mike Parson (2018)

Mike Parson (* 17. September 1955 in Clinton, Missouri) ist ein US-amerikanischer Politiker. Er war vom 1. Juni 2018 bis zum 13. Januar 2025 Gouverneur des Bundesstaats Missouri. Zuvor übte er in beiden Kammern der State Legislature des Bundesstaates ein Mandat aus; ab Januar 2017 war er Vizegouverneur von Missouri. Nachdem Gouverneur Eric Greitens im Juni 2018 aufgrund eines Skandals seinen Rücktritt einreichte, rückte Parson automatisch zum neuen Regierungschef auf. Er ernannte daraufhin Mike Kehoe zum neuen Vizegouverneur von Missouri, der ihm dann im Januar 2025 als Gouverneur nachfolgte.

## Werdegang
Mike Parson wuchs auf einer Farm im Hickory County auf. Im Jahr 1973 absolvierte er die Wheatland High School. Danach studierte er an der University of Hawaiʻi und an der University of Maryland. Er diente sechs Jahre lang in der United States Army, wobei er in Deutschland und auf Hawaii stationiert war. Später arbeitete er unter anderem als Farmer. Außerdem war er im Polizeidienst tätig und wurde Sheriff im Polk County. Dieses Amt bekleidete er zwölf Jahre lang bis 2004.
Politisch schloss er sich der Republikanischen Partei an. Zwischen 2004 und 2010 gehörte er dem Repräsentantenhaus von Missouri an; ab 2010 saß er im Staatssenat. Am 8. November 2016 wurde Parson an der Seite von Eric Greitens zum neuen Vizegouverneur von Missouri gewählt. Dieses Amt trat er am 9. Januar 2017 an. Damit wurde er Stellvertreter des Gouverneurs und formaler Vorsitzender des Staatssenats. Mit dem Rücktritt von Eric Greitens im Zuge eines Skandals am 1. Juni 2018 wurde er der 57. Gouverneur Missouris. Gemäß der Verfassung des Bundesstaates übernimmt er das Amt für den gesamten Rest der Wahlperiode bis Januar 2021. Im September 2019 erklärte Parson, bei der Wahl 2020 ein eigenes Mandat für das Gouverneursamt anzustreben. In der Wahl im November 2020 wurde er im Amt bestätigt. 2024 konnte er aufgrund einer Amtszeitbeschränkung kein weiteres Mal kandidieren.